# Ochotniczy Legion Norweski

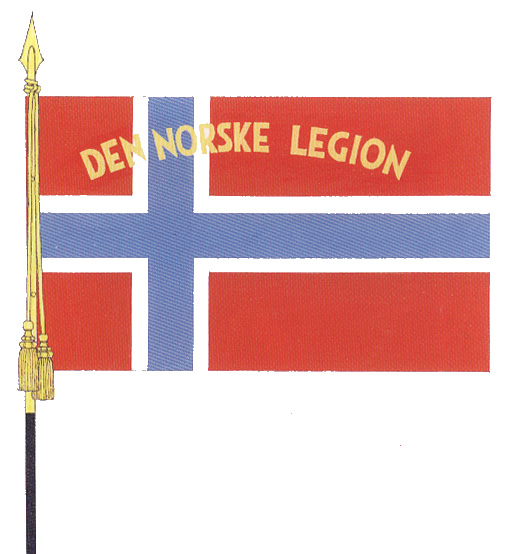
Sztandar Ochotniczego Legionu Norweskiego

Norweski Legion Ochotniczy, Legion Norweski (norw. Den Norske Legion, niem. Freiwilligen-Legion Norwegen) – norweska kolaboracyjna formacja zbrojna w służbie III Rzeszy podczas II wojny światowej.

## Historia
Po ataku Niemiec na ZSRR 22 czerwca 1941 r., na wniosek norweskiej partii faszystowskiej Nasjonal Samling Vidkuna Quislinga podjęto akcję werbunkową do norweskiej jednostki wojskowej przeznaczonej do walki z Sowietami. Quisling liczył na powstanie niezależnej norweskiej jednostki poza Waffen-SS, z norweskimi komendami, umundurowaniem i dowództwem. Werbowano mężczyzn do 45. roku życia (85% ochotników stanowili członkowie Norweskiej SS). Wkrótce sformowano z nich dwa bataliony: „Viken” dowodzony przez mjr. Jørgena Bakke, jednocześnie dowódcę całego Legionu i „Viking” pod dowództwem mjr. Finna Hannibala Kjellstrupa. 1 sierpnia jednostka, której liczebność wynosiła 1218 ludzi, otrzymała nazwę Norweski Legion Ochotniczy.
Po krótkim pobycie w norweskim obozie w Gulskogen został on przerzucony do Niemiec do obozu szkoleniowego Fallingbostel koło Hanoweru. Tam Niemcy poinformowali mjr. J. Bakke, że podlega jedynie dowództwu niemieckiemu i ma ignorować rozkazy przychodzące z Oslo. Zażądali także, aby Norwegowie złożyli przysięgę na wierność Adolfowi Hitlerowi, co doprowadziło do tymczasowego kryzysu. Ostatecznie zmodyfikowano treść przysięgi. 12 grudnia 1941 r. na czele Legionu stanął SS-Sturmbannführer Arthur Qvist, przeniesiony z 2 Brygady Piechoty Zmotoryzowanej SS, który reprezentował bardziej ugodowe stanowisko wobec Niemców.
W styczniu 1942 r. Legion został wysłany do Szczecina, a po miesiącu przerzucony na front wschodni w rejon Leningradu z przydziałem do Grupy „Jäckeln”, wchodzącej w skład 2 BPZmot. SS. Ponoszone duże straty spowodowały, że we wrześniu dotarły do niego posiłki w postaci dwóch dodatkowych kompanii (w tym 1 Kompanii Policyjnej) i pomocniczego personelu kobiecego. Pod koniec listopada dowództwo niemieckie wycofało Norwegów na tyły na odpoczynek, ale po przerwaniu niemieckich linii obronnych przez Sowietów musieli oni powrócić na front. Do grudnia stan liczebny Legionu stopniał do ok. 700 żołnierzy. Zimą 1942/1943 r. legioniści toczyli ciężkie walki wraz z 2 BPZmot SS pod Konstantinowką i Krasnym Borem, ponosząc duże straty.
Na przełomie lutego i marca 1943 r. niemieckie dowództwo odesłało pozostałości Legionu z frontu do Norwegii. 20 maja został on rozwiązany. Część Norwegów wstąpiła następnie do 23 Pułku Grenadierów Pancernych SS „Norge”, który wszedł w skład 11 Dywizji Grenadierów Pancernych SS „Nordland” oraz Narciarskiego Batalionu Strzeleckiego SS Norwegen, który został dołączony do 6 Dywizji Górskiej SS „Nord”.

## Odznaki
Żołnierze Legionu początkowo nosili umundurowanie różnych wzorów, w tym norweskie, ale przed wysłaniem na front otrzymali mundury Waffen-SS uzupełnione opaską z napisem „Frw. Legion Norwegen” noszoną nad lewym mankietem, naszywką w kształcie symbolu NS, „krzyża słonecznego” z dwoma mieczami, zastąpioną później flagą norweską. Na prawej patce był srebrny lew, trzymający w przednich łapach topór.
Każdy z batalionów miał sztandar za złotym lwem na czerwonym płacie ze swoją nazwą, a cały Legion miał sztandar w kolorach flagi Norwegii z napisem „Den Norske Legion”.

## Skład organizacyjny
- Dowódca – Oberst Finn Hannibal Kjelstrup (29.06. – 01.12.1941), Stubaf. Jørgen Bakke (01.12. – 15.12.1941), Stubaf. Arthur Qvist (15.12.1941 – 20.05.1943)
  - 1. kompania – Hstuf. Henrik Natvig Bruun (07.1941 – 09.1941), Ostuf. Olaf T. Lindvig (09.1941 – 04.1942), Ostuf. Dieter Radbruch (04.1942 – 1942), Ustuf.? Friedrich Ziegler (1942), Ostuf. Frode Halle (summer 1942 – 1943?), Ustuf. Sophus Kahrs
  - 2. kompania – Ostuf. Fridtjof S. Wraal (07.1941 – 09.1941), Ustuf. Karsten Sveen (09.1941 – ?), Ustuf. Hans Georg Holter (? – 20.05.1943)
  - 3. kompania – Ustuf. Aslak Rønning Nesheim (07.1941 – 1942), Ostuf. John Braseth (1942 – ?), Ustuf. Einar Høve, Ustuf. Harald Hevik (? – 1943), Ostuf. Rolf Wirum (? – 20.05.1943?)
  - 4. (ciężka) kompania – Ostuf. Aslak Rønning Nesheim (1941? – 1941?), Hstuf. Leif Klingenberg (1941? – 1941?), Hstuf. Ragnar Berg (1941? – 16.04.1942), Ostuf. Njål Reppen (16.04.1942 – 20.05.1943?)
  - 5. kompania (nie sformowana ostatecznie) – Ustuf. Tor Marstrander
  - 14. kompania przeciwpancerna – Hstuf. Finn G. Finson (07.1941 – 1943?), Ostuf. Tor Marstrander, Ostuf. Kåre Meinert Opsahl
  - 1. kompania policyjna (przydzielona do Legionu w okresie od jesieni 1942 r. do wiosny 1943 r.) – Hstuf. Jonas Lie (09.1942 – 04.1943), Ostuf. Paul Johan Jørgenvåg